# Chell
Chell is een Brits historisch merk van motorfietsen, dat nooit van de grond kwam.
De bedrijfsnaam was: Chell Motor Company Limited, Moorfield Road, Wolverhampton.
Chell begon in 1939 met de productie van lichte motorfietsen met 98- en 123 cc-Villiers-inbouwmotoren. Door het uitbreken van de Tweede Wereldoorlog kwam het nooit tot grote aantallen, want de productie moest nog in hetzelfde jaar worden gestaakt. Opmerkelijk was dat Chell loop frames gebruikte, hoewel dat niet voor alle Villiers-blokken nodig was. De machines hadden elektrische verlichting, een gereedschapskistje en een bandenpomp. Als optie kon een Smiths-snelheidsmeter worden gemonteerd.